# Centrotoclytus spinifer
Centrotoclytus spinifer là một loài bọ cánh cứng trong họ Cerambycidae.